# 콜로뇨몬체세
콜로뇨몬체세(Cologno Monzese, 롬바르디아어: Cològn lmo)는 롬바르디아주에 위치한 밀라노 광역시의 코무네로, 밀라노에서 북동쪽으로 약 5 킬로미터 (3 mi) 떨어져 있다.
제2차 세계 대전 이후 남부 이탈리아 (특히 풀리아주)에서 많은 사람들이 정착하면서 인구가 크게 증가했다.
오랫동안 산마우리치오알람브로(현재는 촌락으로 이 코무네의 일부임)의 영향력 아래에 있다가, 1996년 9월 19일 대통령령에 의해 콜로뇨는 명예로운 도시 지위를 얻었다.

## 주요 명소
콜로뇨의 명소로는 코무네 청사인 빌라 카사티와 중세 로마네스크 건축 양식의 산줄리아노 교회가 있다. 코무네의 일부는 미디어 발레 델 람브로 공원에 포함되어 있다.
메디아셋의 TV 스튜디오와 일부 라디오 네트워크(RTL 102.5, 라디오 이탈리아, 라디오 TRS)가 이곳에 위치해 있다.

## 교통
이 도시는 밀라노 지하철의 세 역인 콜로뇨 노르드(북), 콜로뇨 첸트로(중앙), 콜로뇨 수드(남)로 연결된다.
가장 가까운 공항은 밀라노의 리나테 공항이지만, 말펜사 공항도 멀지 않다. 콜로뇨는 또한 롬바르디아주의 주도를 둘러싸는 순환 고속도로인 탕엔치알레 에스트를 통해 밀라노와 연결되어 있다.

## 인물
- J-Ax (1972), 래퍼
- 그리도 (1979), 래퍼